# Фергюсон, Колин
Ко́лин Фе́ргюсон (англ. Colin Ferguson; род. 22 июля 1972, Монреаль, Квебек, Канада) — канадский актёр. Наиболее известен главной ролью в телесериале «Эврика».

## Личная жизнь и карьера
Выпускник колледжа Эпплби в Оэквилле (Онтарио) и университета Макгилла в Монреале. Фергюсон был членом Монреальской группы импровизации. Он играл во многих телесериалах и фильмах. Играл шерифа Картера в сериале «Эврика» на канале Sci Fi Channel. Фергюсон был приглашён в качестве гостя ведущего на научно-фантастическое шоу HypaSpace. В сентябре 2013 года у Колина родился сын.

## Фильмография

### Кино
| Год  | Название                | В оригинале                                 | Роль            | Примечания |
| ---- | ----------------------- | ------------------------------------------- | --------------- | ---------- |
| 1996 |                         | Rowing Through                              | Тифф Вуд        |            |
| 1998 | Противоположность секса | The Opposite of Sex                         | Том Делури      |            |
| 2001 | Удивительная вечеринка  | The Surprise Party                          | Оскар           |            |
| 2005 | Шестнадцатилетняя мать  | Mom At Sixteen                              | Боб Купер       |            |
| 2005 | Дневник карьеристки     | Confessions Of A Sociopathic Social Climber | Чарльз Фитц     |            |
| 2006 | Семейные игры           | Playing House                               | Майкл Тейт      |            |
| 2007 | Потому что я так хочу   | Because I Said So                           | Дерек Деккер    |            |
| 2010 | Озеро страха 3          | Lake Placid 3                               | Нейтан Бикерман |            |

### Телесериалы
| Год       | Название                          | В оригинале                | Роль                 | Примечания                       |
| --------- | --------------------------------- | -------------------------- | -------------------- | -------------------------------- |
| 1995      | Боишься ли ты темноты?            | Are You Afraid Of The Dark | Томми                | эпизод 5x05 «The Tale Of C7»     |
| 1997      | Голод                             | The Hunger                 | Питер Гарсон         | эпизод 1x05 «Bridal Suite»       |
| 1998      | Сказки города                     | More Tales Of The City     | Бёрк Кристофер Эндрю |                                  |
| 2001      | Титус                             | Titus                      | Доктор Бэннет        | эпизод 2x14 «The Pendulum»       |
| 2001      | За гранью возможного              | The Outer Limits           | Дэвид                | эпизод 7x13 «Free Spirit»        |
| 2001      | Малкольм в центре внимания        | Malcolm In The Middle      | Офицер Брок          | эпизод 3x04 Malcolm’s Girlfriend |
| 2005      | Подруги                           | Girlfriends                | Эрик Стоун           | эпизод 6x07 «Trial & Errors»     |
| 2006      | Учителя                           | Teachers                   | Даг Даймонд          | эпизод 1x05 «Testing»            |
| 2006—2012 | Эврика                            | Eureka                     | Джек Картер          | Сезоны 1—5, 73 эпизода           |
| 2007      | C.S.I.: Место преступления Майами | CSI: Miami                 | Доминик Уитфорд      | эпизод 5x18 «Triple Threat»      |
| 2007      | Рождество в Раю                   | Christmas In Paradise      | Дэн Кейси            |                                  |
| 2008      | Воплощение страха                 | Fear Itself                | Дэннис Махоуни       | эпизод 1x03 «Family Man»         |
| 2008      | Охотники за призраками            | Ghost Hunters              | в роли самого себя   | эпизод 4x22 «USS Hornet»         |
| 2008      | Гильдия                           | The Guild                  | в роли самого себя   | эпизод 5x09 «Social Traumas»     |
| 2012      | Портал юрского периода: Новый мир | Primeval: New World        | Говард Кэнон         | эпизод 1x09                      |
| 2013      | Хейвен                            | Haven                      | Уильям               | 10 эпизодов в 4 и 5 сезонах      |
| 2014      | Дневники вампира                  | The Vampire Diaries        | Трипп                | в шестом сезоне                  |
| 2017      | Ты — воплощение порока            | You’re the Worst           | Бун                  | в четвертом сезоне               |